# 张元方
张元方（1946年3月—），男，浙江宁波人，中国公路科学专家，中华人民共和国交通部公路科学研究所学术委员会副主任、原副所长兼总工程师，国务院参事，第八、九、十届全国政协委员。